# Семенівка (Жмеринський район)
Семені́вка — село в Україні, у Джуринській сільській громаді Жмеринського району Вінницької області. Населення становить 505 осіб.